# Arthur Floyd Gottfredson
Arthur Floyd Gottfredson (Kaysville, Utah, Estats Units, 5 de maig de 1905 - 22 de juliol de 1986) Va ser un autor de còmics conegut pel seu treball amb el personatge de Disney Mickey Mouse.

## Biografia
El seu besavi havia immigrat als Estats Units des de Dinamarca en la dècada de 1840. Ell provenia d'una extensa família de mormons amb vuit fills. Tenia tres germans i quatre germanes. Quan era xic, Floyd va patir un gran accident en un dels seus braços durant una cacera. Açò li ocasionaria una discapacitat permanent en el braç. L'accident el tindria tancat dins de sa casa per prou de temps durant la seua llarga recuperació. Va ser durant aquest temps que s'interessaria en les caricatures. Va rebre diversos cursos de caricatures per correu. Cap a finals de la dècada de 1920 ja dibuixava tires per a diaris.
Després de guanyar un concurs de caricatures l'any 1928, es va mudar al sud de Califòrnia amb la seua esposa i fills, just abans del dia de Nadal. En aquest moment existien set periòdics importants en aquest lloc, però Gottfredson no va ser capaç d'aconseguir treball en cap d'ells. Havia estat projector de pel·lícules en Utah i prompte va trobar treball com a tal a Califòrnia. Però un any després el cinema va tancar i va haver de cercar altre treball.
Gottfredson va sentir a dir que The Walt Disney Company estava contractant artistes, de manera que va presentar els seus treballs i el van contractar com aprenent d'animació el 19 de desembre de 1929. A l'abril de 1930 va començar a treballar en la tira còmica del diari de Mickey Mouse que tenia quatre mesos d'antiguitat. El guió i dibuixos de la tira original de Mickey Mouse els realitzava el mateix Walt Disney. Al maig de 1930 Disney li va donar a Gottfredson la responsabilitat sobre l'argument i dibuix de Mickey Mouse. La primera tira de Mickey Mouse realitzada per Gottfredson va ser publicada en el diari el 5 de maig de 1930. El 17 de gener de 1932 va ser publicada la primera tira còmica de Mickey en color. Més enllà de dibuixar la tira diària, va dibuixar també la tira dominical des de l'any 1932 fins a mitjan 1938. Gottfredson va continuar dibuixant i escrivint el guió per a la tira diària de Mickey fins que es va retirar l'1 d'octubre de 1975. El seu últim treball va ser publicat el 15 de novembre de 1975.
Floyd preferia treballar en animació i va haver de ser persuadit per Walt Disney perquè agafara el treball del diari. Disney li va dir que algú més podria fer-se càrrec de les tires en unes poques setmanes, però Walt Disney hagué d'haver oblidat aquell comentari, ja que Gottfredson va continuar fent el treball durant els següents 45 anys. Durant aquest temps també va crear altres personatges com The Phantom Blot o Chief O'Hara. A més a més, va ser l'artista qui va definir la personalitat d'en Goofy.
Els seus treballs han estat publicats en diaris i revistes de tot el món durant més de 50 anys. Però, degut al fet que era un empleat de The Walt Disney Company, mai se li va permetre signar els seus treballs. Finalment, Gottfredson va rebre reconeixement per les tires còmiques de Mickey Mouse durant els últims anys, quan van ser reimpreses.
Floyd va morir en la seua casa del sud de Califòrnia el 22 de juliol de 1986.